# کراوجیا
کراوجیا (به ایتالیایی: Craveggia) یک کومونه در ایتالیا است که در استان وربانو-کوزیو-اوسولا واقع شده‌است.

## خصوصیات
کراوجیا ۳۶٫۵ کیلومترمربع مساحت و ۷۵۶ نفر جمعیت دارد و ۸۸۹ متر بالاتر از سطح دریا واقع شده‌است.